# Eric Keenleyside
Eric Keenleyside (St. Stephen, 11 ottobre 1957) è un attore canadese.

## Biografia
Eric è nato a St. Stephen, in Canada, ma è cresciuto a London, sempre in Canada.

## Filmografia parziale

### Cinema
- Palle d'acciaio (Head Office), regia di Ken Finkleman (1985)
- Corto circuito 2 (Short Circuit 2), regia di Kenneth Johnson (1988)
- Stella, regia di John Erman (1990)
- Il piacere del sangue (Bordello of Blood), regia di Gilbert Adler (1996)
- Prefontaine, regia di Steve James (1997)
- Beautiful Joe, regia di Stephen Metcalfe (2000)
- S.Y.N.A.P.S.E. - Pericolo in rete (Antitrust), regia di Peter Howitt (2001)
- Freddy Got Fingered, regia di Tom Green (2001)
- Bang bang, sei morto (Bang Bang You're Dead), regia di Guy Ferland (2002)
- Final Destination 2, regia di David R. Ellis (2003)
- L'acchiappasogni (Dreamcatcher), regia di Lawrence Kasdan (2003)
- Agente Cody Banks (Agent Cody Banks), regia di Harald Zwart (2003)
- A testa alta (Walking Tall), regia di Kevin Bray (2004)
- The Interpreter, regia di Sydney Pollack (2005)
- Firewall - Accesso negato (Firewall), regia di Richard Loncraine (2006)
- Rogue - Il solitario (War), regia di Philip G. Atwell (2007)
- Zampa e la magia del Natale (The Search for Santa Paws), regia di Robert Vince (2010)
- The Package, regia di Jesse V. Johnson (2013)
- Godzilla, regia di Gareth Edwards (2014)
- Big Eyes, regia di Tim Burton (2014)
- Niente cambia, tutto cambia (The Driftless Area), regia di Zachary Sluser (2015)
- Vendetta, regia di Jen Soska e Sylvia Soska (2015)
- 17 anni (e come uscirne vivi) (The Edge of Seventeen), regia di Kelly Fremon Craig (2016)
- 1922, regia di Zak Hilditch (2017)
- Picchiarello - Il film (Woody Woodpecker), regia di Alex Zamm (2017)
- La fine (How It Ends), regia di David M. Rosenthal (2018)
- Benvenuti a Marwen (Welcome to Marwen), regia di Robert Zemeckis (2018)

### Televisione
- Highlander – serie TV, episodi 3x07-5x03 (1994-1996)
- Smallville – serie TV, episodio 2x13 (2003)
- Miracolo a novembre (November Christmas), regia di Robert Harmon – film TV (2010)
- Una sposa per Natale (A Bride for Christmas), regia di Gary Yates – film TV (2012)
- C'era una volta (Once Upon a Time) – serie TV, 7 episodi (2012-2016)
- Ho sognato l'amore  (In my dreams) – film TV, regia di Kenny Leon (2014)
- Una serie di sfortunati eventi (A Series of Unfortunate Events) – serie TV, episodio 3x06 (2019)
- Unspeakable – miniserie TV, 5 puntate (2019)
- Superman & Lois – serie TV, 13 episodi (2021-2023)
- Il dolce profumo dell'amore (The Baker's Son), regia di Mark Jean - film TV (2021)

## Doppiatori italiani
Nelle versioni in italiano delle opere in cui ha recitato, Eric Keenleyside è stato doppiato da:
- Roberto Fidecaro in Zampa e la magia del natale, Benvenuti a Marwen, Dirk Gently - Agenzia d'investigazione olistica, Superman & Lois
- Teo Bellia ne I misteri di Martha's Vineyard, L'amore viaggia nel tempo
- Mario Bombardieri in Fargo, L'uomo nell'alto castello
- Giulio Pierotti in Una serie di sfortunati eventi, Il dolce profumo dell'amore
- Fabrizio Pucci in Corto circuito 2
- Roberto Stocchi in Prefontaine
- Domenico Maugeri in Millennium
- Stefano Albertini in Atomic Train - Disastro ad alta velocità
- Salvatore Landolina in Bang, bang, sei morto!
- Wladimiro Grana in Final Destination 2
- Sergio Romanò in Smallville[1]
- Fabrizio Temperini in Supernatural (ep. 2x05)
- Stefano Mondini in Supernatural (ep. 7x08)
- Gianluca Machelli in Psych
- Emidio La Vella in Fringe
- Luca Graziani in The Killing (ep. 1x01)
- Domenico Crescentini in The Killing (ep. 3x06)
- Massimo Corvo in C'era una volta
- Dario Oppido in Godzilla
- Gaetano Lizzio in 1922
- Pietro Ubaldi in Picchiarello - Il film
- Giovanni Petrucci in Mistery 101
- Ambrogio Colombo ne La fine